# Center for Strategic and International Studies
O Center for Strategic and International Studies (em português: Centro de Estudos Estratégicos e Internacionais ou CSIS) é um think tank norte-americano com sede em Washington, D. C.  Desde sua fundação em 1962 até 1987, foi afiliado da Universidade de Georgetown, inicialmente denominado Centro de Estudos Estratégicos e Internacionais da Universidade Georgetown. O centro realiza estudos e análises estratégicas de questões políticas, econômicas e de segurança em todo o mundo, com foco em questões relativas a relações internacionais, comércio, tecnologia, finanças, energia e geoestratégia. 
No Relatório Global Go To Think Tanks de 2019 da Universidade da Pensilvânia, o CSIS é classificado como o think tank número um nos Estados Unidos em todos os campos, o "Top Think Tank de Defesa e Segurança Nacional" do mundo e o quarto melhor think tank do mundo. Foi nomeado como "Centro de Excelência em Defesa e Segurança Nacional de 2016 – 2018". 

## História
O centro foi fundado em 1962  por Arleigh Burke e David Manker Abshire.  Originalmente fazia parte da Universidade de Georgetown. Abriu oficialmente suas portas em 4 de setembro, pouco antes da Crise dos Mísseis de Cuba. O escritório original estava localizado a um quarteirão do campus de Georgetown, em uma pequena casa de tijolos localizada na 1316 36th Street. O primeiro funcionário profissional contratado foi Richard V. Allen, que mais tarde serviu no governo Reagan. 

### Século 21
Em 2013, o CSIS mudou de sua sede na K Street para um novo local na Rhode Island Avenue em Washington, D. C. O novo prédio custou US$100 milhões para ser construído e tem um estúdio para entrevistas com a mídia e sala para sediar conferências, eventos, palestras e discussões. O edifício está localizado no bairro de Dupont Circle, em Washington, D. C. e recebeu a certificação LEED Platinum.   

## Financiamento
No ano fiscal de 2013, o CSIS teve uma receita operacional de US$32,3 milhões. As fontes foram 32% corporativas, 29% de fundações, 19% do governo, 9% de indivíduos, 5% de doações e 6% de outros. O CSIS teve despesas operacionais de US$32,2 milhões em 2013 — 78% para programas, 16% para administração e 6% para desenvolvimento. 

## Citações
1. ↑  «Company Overview of Center for Strategic and International Studies, Inc.». Bloomberg. Consultado em 11 de setembro de 2018
2. ↑  «The Center for Strategic and International Studies». Charitynavigator.org. 1 de março de 2018. Consultado em 11 de setembro de 2018
3. ↑  «CSIS Named Number One Think Tank in the United States». SU News (em inglês). 12 de fevereiro de 2020. Consultado em 12 de fevereiro de 2020
4. ↑  «The Center for Strategic and International Studies (CSIS): About Us». Consultado em 10 de janeiro de 2022
5. ↑  «The Center for Strategic and International Studies». charitynavigator.org. 1 de março de 2018. Consultado em 11 de setembro de 2018
6. ↑  Smith 1993, p. 17.
7. ↑  «A look at CSIS's new $100 million building». The Washington Post. Consultado em 4 de outubro de 2013
8. ↑  Lipton, Eric; Williams, Brooke (7 de agosto de 2016). «How Think Tanks Amplify Corporate America's Influence». The New York Times. ISSN 0362-4331. Consultado em 6 de setembro de 2016
9. ↑  «CSIS to Break Ground for New Headquarters at 1616 Rhode Island Ave | Center for Strategic and International Studies». www.csis.org. Consultado em 6 de setembro de 2016
10. ↑  «Financial Information». CSIS. Consultado em 14 de novembro de 2014